# Kontrola jakości
Kontrola jakości (dawniej kontrola techniczna) – działania mające na celu sprawdzenie, mierzenie lub testowanie jednej lub więcej charakterystyk produktu i odnoszenie wyników do wyspecyfikowanych wymagań w celu potwierdzenia zgodności.

## Kontrola czy sterowanie?
W języku polskim kontrola jakości jest często mylona, zazwyczaj na skutek niefortunnych tłumaczeń, z angielskim quality control, które jest pojęciem znacznie szerszym, a na język polski tłumaczymy je jako sterowanie jakością.